# 자브제
자브제(폴란드어: Zabrze)는 폴란드 남부 실롱스크주(州)에 위치한 도시로, 면적은 80.40km2, 인구는 188,122명(2009년 기준), 인구 밀도는 2,300명/km2이다. 카토비체 서쪽에 위치한 공업 도시이다.

## 역사
제2차 세계 대전 이전에는 독일 영토였다. 독일어 명칭 또한 본래는 폴란드어 명칭과 철자가 같은 차브르체(Zabrze)였으나, 1915년 파울 폰 힌덴부르크 장군의 공적을 기리기 위해 힌덴부르크 O.S.(Hindenburg O.S.)라고 개칭되었다. 1922년에는 글라이비츠, 보이텐과 함께 폴란드와 접한 독일 측 국경 도시가 되었으며, 이 국경선은 1939년 나치 독일의 폴란드 침공 때까지 유지되었다. 제 2차 세계대전 이후 폴란드 영토가 되면서 자브제로 개칭되었다.

## 자매 도시
- 독일 장어하우젠
- 덴마크 쇠네르보르
- 스웨덴 룬드
- 프랑스 스클랭
- 레바논 자흘레
- 체코 오파바
- 우크라이나 리우네
- 슬로바키아 트르나바
- 러시아 칼리닌그라드